# Bovolenta
Bovolenta je italská obec v provincii Padova v oblasti Benátsko.
V roce 2013 zde žilo 3 420 obyvatel.
Obec leží na soutoku řeky Bacchiglione a vodního kanálu Vigenzone zhruba 15 km jižně od Padovy.

## Sousední obce
Brugine, Candiana, Cartura, Casalserugo, Polverara, Pontelongo, Terrassa Padovana

## Vývoj počtu obyvatel
Zdroj: 